# Îlot Channer
L'îlot Channer est un îlot de l'archipel des Kerguelen situé dans le Golfe du Morbihan, à l'entrée de la Baie de l'Aurore australe.
Il a été ainsi baptisé en 1874 lors de l'expédition du Challenger en l'honneur du sous-lieutenant Arthur Channer. Le patronyme, modifié en "Alexandre Channer", a été repris pour l'un des personnages principaux du roman de François Garde, "Pour trois couronnes".
En 1949-1950, un point de repère y est établi. Il est nommé par les hydrographes Saint-Jean-sur-Channer.
L'îlot, formé de roches basaltiques, s'élève de neuf mètres au-dessus du niveau de la mer et s'étend sur environ deux hectares. Il sert d'amer pour le mouillage des navires devant Port-aux-Français et supporte une balise lumineuse.
Il est entouré d'une ceinture de durvilléas, algues géantes accrochées au niveau des plus basses marées et est cerné d'herbiers de macrocystis, autres algues géantes implantées sur le fond marin. À terre, il est couvert d'une pelouse rase composée entre autres de Leptinella plumosa et de Crassula moschata.